# Recta real
En matemàtiques, la recta real és simplement el conjunt ℝ dels nombres reals. Ara bé, aquesta expressió es fa servir habitualment quan ℝ ha de ser tractat com un espai d'alguna mena, com ara un espai topològic o un espai vectorial. La recta real ha estat estudiada pel cap baix des dels temps de la Grècia antiga, però no va ser definida rigorosament fins al 1872. Abans i després d'aquesta data, ha estat un exemple prolífic que ha tingut un paper important en moltes branques de les matemàtiques.
La recta real comporta una topologia estàndard que es pot presentar de dues formes diferents però equivalents. Vegeu Topologia en els nombres reals. Aquesta topologia permet una relació entre una recta de l'espai físic i el conjunt dels nombres rals, i així visualitzar el conjunt dels nombres reals com els punts d'una recta de l'espai.
Es considera una recta R que conté un punt O que es diu, per convenció, origen. S'agafa un punt l diferent d'O que pertany a R i s'identifica al nombre 1. Es diu que la distància d'O a l és igual a 1 (això és arbitrari i correspon a l'establiment de la unitat de mesura de longitud de l'espai físic) i que l'orientació de la recta és la que va d'O cap a l. A tot punt M de la recta, se li associa la distància entre O i M (prenent la distància entre O i l com a unitat de mesura de distàncies). Si el M i I són al mateix costat respecte de O llavors la distància es considera positiva, si no negativa.
Aquesta relació, que la formalització actual anomena bijecció, permet identificar un nombre real a un punt d'una recta.
Com a espai vectorial, la recta real és un espai vectorial sobre el cos ℝ dels nombres reals (és a dir, sobre si mateixa) de dimensió 1. Té un producte escalar, que el fa ser un espai euclidià: el producte escalar és simplement la multiplicació de nombres reals. Com a espai vectorial no resulta gaire interessant i de fet va ser l'espai vectorial de dimensió 2 el primer que va ser estudiat com a espai euclidià.
En contexts purament algebraics és rar que es faci servir l'expressió "recta real" per referir-se al conjunt ℝ dels nombres reals, en canvi en càlcul infinitesimal s'acostuma a parlar i a visualitzar el conjunt dels reals com la "recta real".